# 国鉄3045形蒸気機関車
3045形は、かつて日本国有鉄道の前身である鉄道省に在籍したタンク式蒸気機関車である。

## 概要
元は、北海道鉄道（2代）が1925年（大正14年）にドイツのオーレンシュタイン・ウント・コッペルで2両（5, 6。製造番号11064, 11065）を製造した、2気筒単式で飽和式の小型機関車で、1943年（昭和18年）に北海道鉄道が戦時買収されたのにともない、鉄道省籍となったものである。国有化後は、3045形（3045, 3046）に改番され、帯広と釧路で入換に使用された。廃車は、1948年（昭和23年）および1949年（昭和24年）である。
本形式は、車軸配置2-6-2(1C1)のサイド・ウェルタンク機関車である。動輪径1,100mm、固定軸距2,400mmの250HP型といわれる規格型機関車で、コッペル製の機関車としては、大型に属する。同形のものは1922年（大正11年）から1925年にかけて7両が日本に来着している。その一つが、本形式である。
プラクティスは典型的なドイツ様式で、ボイラー煙管が長く、煙室が前方に張り出しており、煙突の中心は先輪の上にある。そのため、シリンダーは後方にオフセットしている。

## 同形機
前述のように、本形式の同形機は、計7両が来着している。その状況は次のとおりである。
- 1922年（2両）
  - 製造番号10241 : 北海炭礦鉄道（→ 雄別鉄道） 103
  - 製造番号10242 : 北海炭礦鉄道（→ 雄別鉄道） 104
- 1925年（5両）
  - 製造番号11001 : 夕張鉄道 1
  - 製造番号11002 : 夕張鉄道 2
  - 製造番号11064 : 北海道鉄道 5 → 鉄道省 3045
  - 製造番号11065 : 北海道鉄道 6 → 鉄道省 3046
  - 製造番号11124 : 雄別炭礦鉄道（→ 雄別鉄道） 106

### 北海炭礦鉄道
北海炭礦鉄道（後の雄別鉄道）へは、1922年に2両（103, 104）、1925年に1両（106）の計3両が入線している。同社では、番号の一位を入線順位に、百位と十位を形式に当てるという特殊な付番方法を採っている。当初は本線で運炭列車の牽引に使用されたが、C11形や8700形の入線により、入換用に退いていった。
最初の2両と増備車の1両では形態に若干の差があり、103と104では運転室の出入口の切り欠きが大きかったが、106では切り欠きが若干小さくなった代わりに四角形の小窓が設けられている。また、103と104は106よりも運転室背部炭庫の容量が小さかった。北海道鉄道と夕張鉄道に入った4両の形態は、106に準じている。
1958年には、103が同系列の茂尻礦業所に移籍、104も日本甜菜製糖磯分内工場専用線に譲渡された。106については、1962年（昭和37年）に廃車となった。

### 夕張鉄道
夕張鉄道へは、建設工事用に2両が入線している。この2両の発注者は、親会社である北海道炭礦汽船であり、契約の時点では夕張鉄道がまだ発足していなかったことがうかがえる。1925年6月22日付で設計認可が行われ、現車は同年10月に入線した。その後は、主に鹿ノ谷駅、若菜駅構内の入換用や、夕張本町 - 若菜辺礦間の小運転用として使用された。
ブレーキ装置は、当初は蒸気ブレーキと手ブレーキであったが、1は1927年（昭和2年）2月、2は1930年（昭和5年）9月に空気ブレーキに変更されている。廃車は両車とも、1965年（昭和40年）5月20日付であった。

## 主要諸元
北海道鉄道での諸元を示す。
- 全長（端梁間） : 9,680mm
- 全高 : 3,869mm
- 全幅 : 2,650mm
- 軌間 : 1,067mm
- 車軸配置 : 2-6-2(1C1)
- 動輪直径 : 1,100mm
- 弁装置 : ワルシャート式
- シリンダー（直径×行程） : 400mm×500mm
- ボイラー圧力 : 12.0kg/cm2
- 火格子面積 : 1.55m2
- 全伝熱面積 : 90.9m2
  - 煙管蒸発伝熱面積 : 84.2m2
  - 火室蒸発伝熱面積 : 6.74m2
- 小煙管（直径×長サ×数） : 44.5mm×3,400mm×178本
- 機関車運転整備重量 : 42.00t
- 機関車空車重量 : 32.00t
- 機関車動輪上重量（運転整備時） : 32.60t
- 機関車動輪軸重（第3動輪上） : 10.67t
- 水タンク容量 : 5.0m3
- 燃料積載量 : 2.0t
- 機関車性能
  - シリンダ引張力 : 7.650kg
- ブレーキ装置 : 蒸気ブレーキ、手ブレーキ